# Inquisition Symphony
Inquisition Symphony ist das zweite Studioalbum der finnischen Cello-Rockband Apocalyptica. Es erschien im Jahr 1998 beim Musiklabel Mercury Records und enthält wie sein Vorgänger Plays Metallica by Four Cellos ausschließlich auf Celli instrumental gespielte Coverversionen von Metalsongs sowie einzelne eigene Songs der Band im von ihnen geprägten Cello Rock.

## Musikstil und Hintergrund
Die Stil der Band Apocalyptica war von Beginn an geprägt durch die von ihnen genutzten Celli zur Interpretation bekannter Songs der Band Metallica. Hinzu kamen hier auch Versionen von anderen Bands wie Pantera oder Faith No More sowie auch erste Eigenkompositionen. Wie auf dem Debütalbum Plays Metallica by Four Cellos setzten sie auch auf Inquisition Symphony nur Celli ein, erst in dem Folgealbum Cult wurde Percussion als zusätzliches Element hinzugenommen. Bereits mit dem Debütalbum wurde die Band außerhalb Finnlands bekannt, vor allem als Geheimtipp in der Metalszene.
Alle Stücke des Albums sind instrumental, Gesang kommt auf dem Album nicht vor. Benannt wurde das Album nach dem gleichnamigen Song Inquisition Symphony der brasilianischen Band Sepultura, der ebenfalls auf dem Album vorhanden ist.

## Veröffentlichung und Rezeption
Inquisition Symphony wurde am 6. April 1998 als zweites Album der Band veröffentlicht. Apocalyptica können damit ihren Ruf festigen und ihre Bekanntheit noch erhöhen. Sie werden für Auftritte auf großen Open-Air-Festivals in Europa und in Mexiko gebucht und spielen als Vorband für Metallica in Helsinki. 1999 wirken sie als Gäste bei der Aufnahme des Metallica-Albums S&M mit dem San Francisco Symphony Orchestra in Berkeley, Kalifornien mit und beim niederländischen Headbanger's-Heaven-Festival spielen sie gemeinsam mit Dave Lombardo ein Medley aus Mandatory Suicide und South Of Heaven.
In Finnland stieg das Album bis auf den Platz 10 der finnischen Albencharts, in Deutschland konnte es immerhin bis auf Rang 69 steigen. Auch in der Fachpresse wurde das Album gut aufgenommen. In der Rock Hard vergab der Kritiker Holger Stratmann 9 von 10 Punkten an das Album und schrieb: Abgesehen davon, daß man sich durch ein viel interessanteres, geschmackvoll zusammengestelltes Programm fidelt, können „Das Sepultura-Cover 'Refuse/Resist' übertrifft das Original an Düsternis sogar um Längen. Ein phantasievollerer Umgang mit derartigem Songmaterial (sogar die Drumparts hat man dem Cello entlockt) ist kaum vorstellbar. Aber auch 'From Out Of Nowhere' (Faith No More), 'Inquisition Symphony' (Sepultura), 'Domination' (Pantera) oder die Metallica-Klassiker "For Whom The Bell Tolls', 'Nothing Else Matters', 'Fade To Black' und 'One' sind absolut überzeugend interpretiert und nicht etwa "nur" nachgespielt. Die CD knarzt an allen Ecken und Enden, und es ist sicher nicht übertrieben, zu behaupten, daß diese Scheibe erheblich "heavier" ausgefallen ist als das Debüt. Mit ihren drei eigenen Stücken, die rhythmisch an Metallica angelehnt sind, untermauern Helsinkis Klassikbanger zusätzlich ihre Ausnahmestellung. Klasse!“

## Titelliste
Auf den Album von 1998 sind 11 Lieder enthalten:
- Harmageddon (Eicca Toppinen) – 4:56
- From out of Nowhere (Bill Gould, Roddy Bottum; Faith No More) – 3:10
- For Whom the Bell Tolls (Cliff Burton, James Hetfield, Lars Ulrich; Metallica) – 3:09
- Nothing Else Matters (James Hetfield, Lars Ullrich; Metallica) – 4:45
- Refuse / Resist (Andreas Kisser, Igor Cavalera, Max Cavalera, Paulo Xisto Pinto, Jr.; Sepultura) – 3:12
- M.B. (Eicca Toppinen) – 3:58
- Inquisition Symphony (Andreas Kisser, Igor Cavalera, Max Cavalera, Paulo XistoPinto, Jr.; Sepultura) – 4:57
- Fade to Black (Cliff Burton, Kirk Hammett, James Hetfield, Lars Ullrich; Metallica) – 5:00
- Domination (Phil Anselmo, Dimebag Darrell, Rex Brown, Vinnie Paul; Pantera) – 3:30
- Toreador (Eicca Toppinen) – 4:20
- One (James Hetfield, Lars Ullrich; Metallica) – 5:44

2007 erschien eine neue Version des Albums als Remastered, auf der neben den ursprünglichen 11 Stücken noch jeweils Live-Aufnahmen von drei Liedern enthalten sind:
- Harmageddon (Live) – 4:59
- Inquisition Symphony – 5:02
- Refuse/Resist (Live) – 3:13

## Belege
1. 1 2  Stefan Mertlik: Apocalyptica, Porträt auf laut.de; abgerufen am 20. August 2020.
2. 1 2  Apocalyptica – Inquisition Symphony. offiziellecharts.de, abgerufen am 20. August 2020.
3. ↑  Apocalyptica – Inquisition Symphony. austriancharts.at, abgerufen am 20. August 2020.
4. 1 2  Apocalyptica – Inquisition Symphony. ifpi.fi, abgerufen am 20. August 2020.
5. 1 2  Apocalyptica – Inquisition Symphony bei Discogs; abgerufen am 20. August 2020.
6. ↑  Holger Stratmann: Apocalyptica – Inquisition Symphony, Review aus der Roch Hard, RH 132 (1998), auf rockhard.de; abgerufen am 20. August 2020.
7. ↑  Apocalyptica – Inquisition Symphony (Remastered) bei Discogs; abgerufen am 20. August 2020.